# Favolaschia echinata
Favolaschia echinata es una especie de hongos basidiomicetos de la familia Mycenaceae, del orden  Agaricales.